# مقاس حمالة الصدر

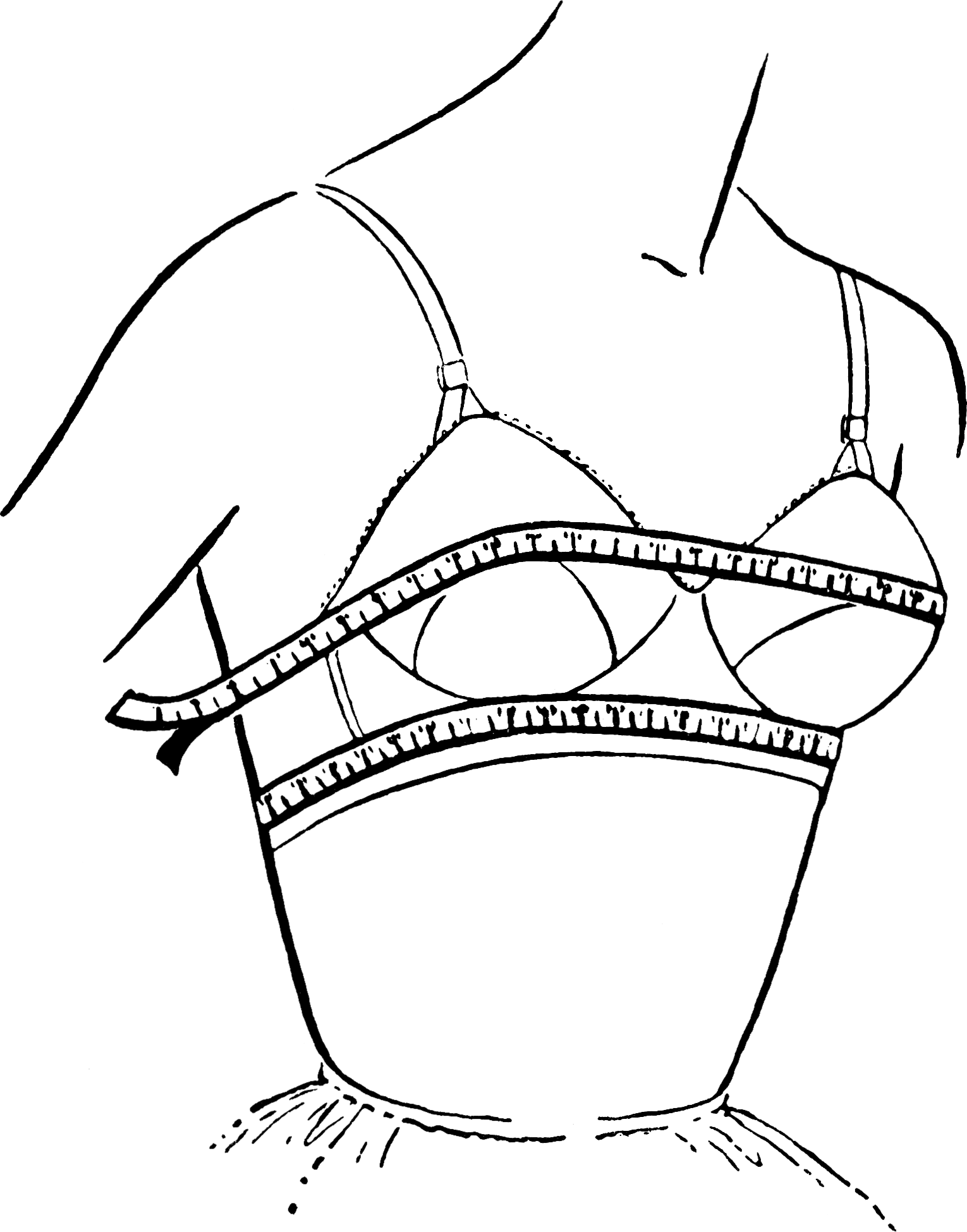
كيفية الحصول على مقاس حمالة الصدر

قياس حمالة الصدر أو حجم حمالة الصدر أو حجم الصدر هو مقياس خصائص حمالة الصدر. يعبر عادةً عن أحجام حمالة الصدر بمقاييس، وتُستخدم أنظمة قياس مختلفة حول العالم. تأخذ المقاييس في الاعتبار طول الحزام وحجم الكوب. من وجهة نظر مرتدياتها، فإن القياسين الرئيسيين اللذين يؤخذان في الاعتبار عند تحديد حمالة الصدر المناسبة هما قياس الجذع أسفل الثديين وقياس الجذع أعلى الثديين، ويحددان طول الشريط. نظرًا لأن قياس حجم ثدي المرأة هو أمر غير عملي، يحدَد حجم الكوب اعتمادًا على الفرق بين هذين القياسين.
ينخرط المصممون والمصنعون في عملية تحديد أحجام حمالة الصدر الملائمة لغالبية النساء، وتحدد المرأة حجم حمالة الصدر الملائمة بهذه العملية. تتكون قياسات حمالة الصدر عادةً من حرف واحد أو أكثر يشير إلى حجم الكوب ورقم يشير إلى طول الحزام حول جذع المرأة. ابتكرت أحجام كوب حمالة الصدر في عام 1932 وانتشرت قياسات الحزام في الأربعينيات.
يختلف الشكل والحجم والوضعية والتناظر والتباعد والثبات في الثديين ومقدار ترهلهما بين النساء بشكل كبير. تختلف أنظمة تصنيف حجم حمالة الصدر من بلد إلى آخر لعدم وجود معايير عالمية. حتى ضمن البلد نفسه، وجدت إحدى الدراسات أن تصنيف حجم حمالة الصدر يختلف عن الحجم المُقاس. ونتيجة لذلك، فإن نحو 25٪ من النساء يجدن صعوبة في العثور على حمالة الصدر الملائمة. تختار بعض النساء شراء حمالات الصدر المصممة خصيصًا لهن بسبب الشكل الفريد لثديهن.

## أصول طريقة القياس

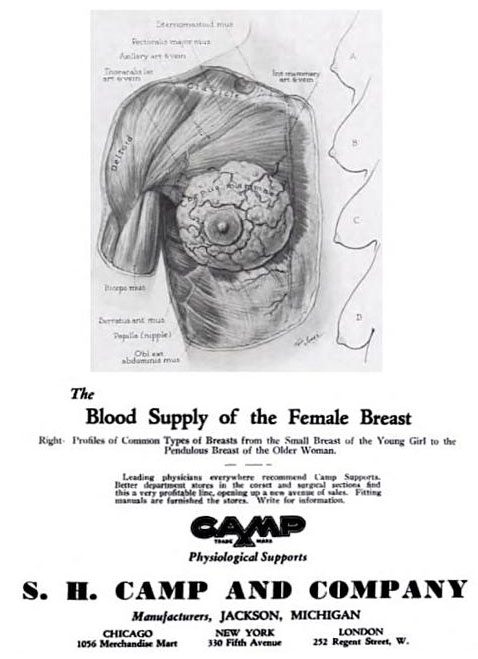
كان هذا الإعلان العائد لسنة 1932 من شركة إس إتش كامب الأول من نوعه الذي يشير إلى قياس كوب الصدر والحزام الملائمين

في 21 نوفمبر 1911، حصلت باريزيان مادلين غابو على براءة اختراع من الولايات المتحدة عن حمالة صدر ذات أكواب طرية وحزام معدني تدعم الثديين وتفصل بينهما. لتفادي الموضة السائدة إذ انتشرت الحمالة الأحادية التي لا تفصل بين الثديين، وتقول عن تصميمها:
«... حواف المادة د تكون قرب الحدود الداخلية والسفلية للثديين، وتحافظ على شكلهما، وأستخدم حزامًا خارجيًا من المعدن ب والذي ينحني ليلائم الانحناء السفلي للثدي.»

### أصول تصميم الكوب
لم يستخدم مصطلح «الكوب» لوصف حمالة الصدر حتى عام 1916 حين سُجلت براءتا اختراع.
في أكتوبر 1932، كانت شركة إس إتش كامب آند كومباني أول من قاس حجم الكوب بأحرف الأبجدية  (A-B-C-D) بالرغم من أن الحروف حينها عبرت عن تدلي الثديين لا عن حجمهما. تضمنت إعلانات كامب في فبراير من عام 1933 (مراجعة في الكورسيه والثياب الداخلية) تصنيف حمالات الصدر الذي يستخدم الحروف. لم يكن القصد من أحجام الكوب من A إلى D أن تشير إلى زيادة حجم للثديين.
في عام 1937، قدمت وارنر حمالة صدر بأربع قياسات للكوب A-B-C-D. قبل ذلك بفترة طويلة، وصفت هذه القياسات بألقاب: كوب البيضة وكوب الشاي وكوب القهوة وكوب التحدي، على التتالي. تبعتها شركتان أخرتان، هما موديل وفاي-ميس (أصبح اسمها في عام 1935 شركة بالي لحمالات الصدر)، ووفرتا أحجام كوب A وB وC وD في أواخر ثلاثينيات القرن الماضي. استمرت شركات السلع في استخدام التسميات (صغير ومتوسط وكبير) خلال الأربعينيات. لم تعتمد بريطانيا مقاييس الكوب الأمريكية في عام 1933، وقاومت استخدام قياسات الكوب لمنتجاتها حتى عام 1948. وأخيراً طبقت شركة سيرز مقاسات الكوب على حمالات الصدر في دليلها في الخمسينيات.

### أصول قياس الحزام
قُدمت الأحزمة القابلة للتعديل باستخدام الخطاف والحلقات المتعددة في ثلاثينيات القرن الماضي. قبل الاستخدام واسع النطاق لحمالات الصدر، كان اللباس الداخلي المفضل للنساء في العالم الغربي هو المشد (الكورسيه). لمساعدة النساء في الحصول على الصورة المثالية لشكل الجسم، استخدم مصنعو المشدات والأحزمة معيارًا يسمى ارتفاع الورك، يقيس الفرق بين الخصر والورك (عادة 10-12 بوصة (25-30 سم)).
أنشئ نظام قياس الحزام من قبل الشركات المصنعة لحمالات الصدر الأمريكية بعد الحرب العالمية الثانية.

### ابتكارات أخرى
أُضيف السلك الداخلي أول مرة إلى حمالة صدر من غير أشرطة (حمالات) في عام 1937 من قبل «أندريه»، وهي شركة لصناعة حمالات الصدر المخصصة. أُصدرت براءات اختراع حمالات الصدر المزودة بالسلك الداخلي في عامي 1931 و1932، لكنها لم تُعتمد على نطاق واسع من قبل الشركات المصنعة حتى بعد الحرب العالمية الثانية حين خف نقص المعادن.
في ثلاثينيات القرن العشرين، تمكن الكيميائيون في شركة «دنلوب» من تحويل مطاط اللاتكس إلى خيوط مرنة. بعد عام 1940، استخدمت «الدوامة»، أو الخياطة أحادية المركز، لتشكيل هيكل الكوب في بعض التصاميم. تبنت الصناعات الألياف الاصطناعية بسرعة لسهولة العناية بها. فباعتبار أن حمالة الصدر تحتاج للغسيل المتكرر، كان لابد من استخدام نسيج تسهل العناية به.

## ملاءمة المستهلك
للحصول على أفضل النتائج، يجب قياس الثديين في وضعيتين: مرة بوضعية الوقوف المستقيم، ومرة بالانحناء عند الخصر والثديان متدليان. إذا كان الفرق بين هذين القياسين يزيد عن 10 سم، نستخدم المتوسط لحساب حجم الكوب. وجد عدد من التقارير والدراسات الاستقصائية والدراسات في مختلف الدول أن بين 80٪ إلى 85٪ من النساء يرتدين حمالات الصدر غير الملائمة لهن.
في نوفمبر 2005، قدمت مقدمة البرامج وسيدة الأعمال الأمريكية أوبرا وينفري عرضًا مخصصًا للحديث عن حمالات الصدر ومقاساتها، وتحدثت فيه عن الأبحاث التي تقول إن ثماني من كل عشرِ نساء يرتدين حمالة صدر ذات حجم غير ملائم.

### الثديان الكبيران وحمالة الصدر الملائمة
كشفت الدراسات أن الخطأ الأشيع الذي ترتكبه النساء هو اختيار حمالة صدر ذات حزام خلفي كبير جدًا وكوب صغير جدًا. مثلًا، اختيار 38C بدلاً من 34E، أو 34B بدلاً من 30D.
كلما كانت بنية المرأة أثقل، كان من الصعب الحصول على المقاسات الدقيقة، إذ إن شريط القياس يغوص في اللحم بسهولة.
في دراسة أجريت في المملكة المتحدة على 103 نساء يرغبن بإجراء عملية رأب الثدي، وجد الباحثون صلة قوية بين السمنة وقياس حزام الظهر غير الدقيق. وخلصوا إلى أن «السمنة وتضخم الثدي والأزياء وأساليب اختيار الحمالة تتحد معًا لجعل النساء الأكثر احتياجًا لحمالات الصدر الداعمة الأقل حصولًا على حمالات الصدر المناسبة بدقة.»
من المشاكل التي تعقد عملية العثور على حمالة الصدر المناسبة هي أن قياسات الأحزمة والأكواب غير موحدة، وتختلف كثيرًا بين مصنع وآخر، ما ينتج عنه حمالات غير ملائمة تمامًا. لا يمكن للنساء الاعتماد على مقاسات حمالة الصدر لتحديد الحمالة المناسبة بدقة. تظهر الدراسات العلمية أن النظام الحالي لمقاسات حمالة الصدر قد يكون غير دقيق.
يقص المصنِّعون حمالات الصدر بشكل مختلف، لذلك، مثلًا، قد لا تناسب حمالتان بقياس 34B من شركتين مختلفتين السيدة ذاتها. يجب على السيدات الانتباه إلى نظام القياس الذي تستخدمه الشركة المصنعة. يكمن الاختلاف الرئيسي في كيفية زيادة أحجام الكوب، بمقدار 2 سم أو 1 بوصة (= 2.54 سم). تزيد بعض الشركات المصنعة الفرنسية أحجام الكوب بمقدار 3 سم. بخلاف قياسات الملابس، لا يتفق مصنعو الحمالات على معيار واحد.

## صعوبات القياس عند المستهلك

### الزيادة في معدل حجم حمالة الصدر
في عام 2010 كان أكثر المقاسات بيعًا في المملكة المتحدة على سبيل المثال هو 36D. في عام 2004 أفادت شركة أبحاث السوق مينتل بزيادة أحجام حمالات الصدر عند المستهلكات الشابات والأكبر سنًا في بريطانيا من 2004 إلى 2008 بينما أظهرت دراسة أحدث أن الحجم الأكثر مبيعًا في بريطانيا في 2008 كان 36D.
استبعد الباحثون أن يكون سبب ذلك الزيادة العامة في السمنة عند السكان واقترحوا أن السبب هو أن عددًا أكبر من النساء يستخدمن الحمالة ملائمة الحجم.